# De Wereld is Mooi
De Wereld is Mooi was een televisieprogramma dat deel uitmaakte van het jongerenprogramma-blok Zappelin, dat werd uitgezonden door de TROS op de Nederlandse zender Nederland 3.
De Wereld is Mooi ging van start op 1 september 2003. Het was iedere maandag, donderdag en vrijdag te zien en werd bij toerbeurt gepresenteerd door personages uit de stal van productiehuis Studio 100, dat de erin uitgezonden filmpjes en videoclips maakte. Sinds 2011 was er een versie zonder presentator. Sinds 2014 wordt het programma niet meer uitgezonden op Zappelin. De programma's van Studio 100 worden nu los uitgezonden op Zappelin & Zapp.

## Presentatie
- Samson & Gert
  - Samson: Danny Verbiest / Peter Thyssen
  - Gert: Gert Verhulst

Soms presenteerde Samson & Gert samen het programma
- Kabouter Plop
  - Kabouter Plop: Walter De Donder
  - Kabouter Kwebbel: Agnes De Nul
  - Kabouter Lui: Chris Cauwenberghs
  - Kabouter Klus: Aimé Anthoni
  - Kabouter Smal: Hilde Vanhulle

- Big & Betsy
  - Big: Peter Thyssen

- Piet Piraat
  - Piet Piraat: Peter Van De Velde
  - Stien Struis: Anke Helsen
  - Berend Brokkenpap: Dirk Bosschaert

- Mega Mindy
  - Agent Toby: Louis Talpe
  - Oma Fonkel: Nicky Langley

- Amika
  - Merel: Moora Vander Veken
  - Olivier 'Oli' De Lafayette: Niels Destadsbader

## Programma's en figuren
- Samson en Gert clips
- Kabouter Plop afleveringen en clips
- Wizzy en Woppy afleveringen
- Big en Betsy clips
- Piet Piraat afleveringen en clips
- K3 clips
- Spring clips
- 6 Teens clips
- Bumba afleveringen
- TopStars clips
- Bo en Monica clips
- Mega Mindy clips
- Bol en Smik afleveringen
- Amika clips

## Trivia
- De naam van het programma is vermoedelijk afkomstig van het gelijknamige Samson en Gert-liedje De Wereld is Mooi.
- Het liedje De Wereld is Mooi is tevens de titelmuziek van het programma.
- Samson en Gert, Kabouter Plop, Piet Piraat en Karen en Kristel van K3 zaten vanaf het begin tot het einde in het programma.